# 雅爾丁 (南馬托格羅索州)

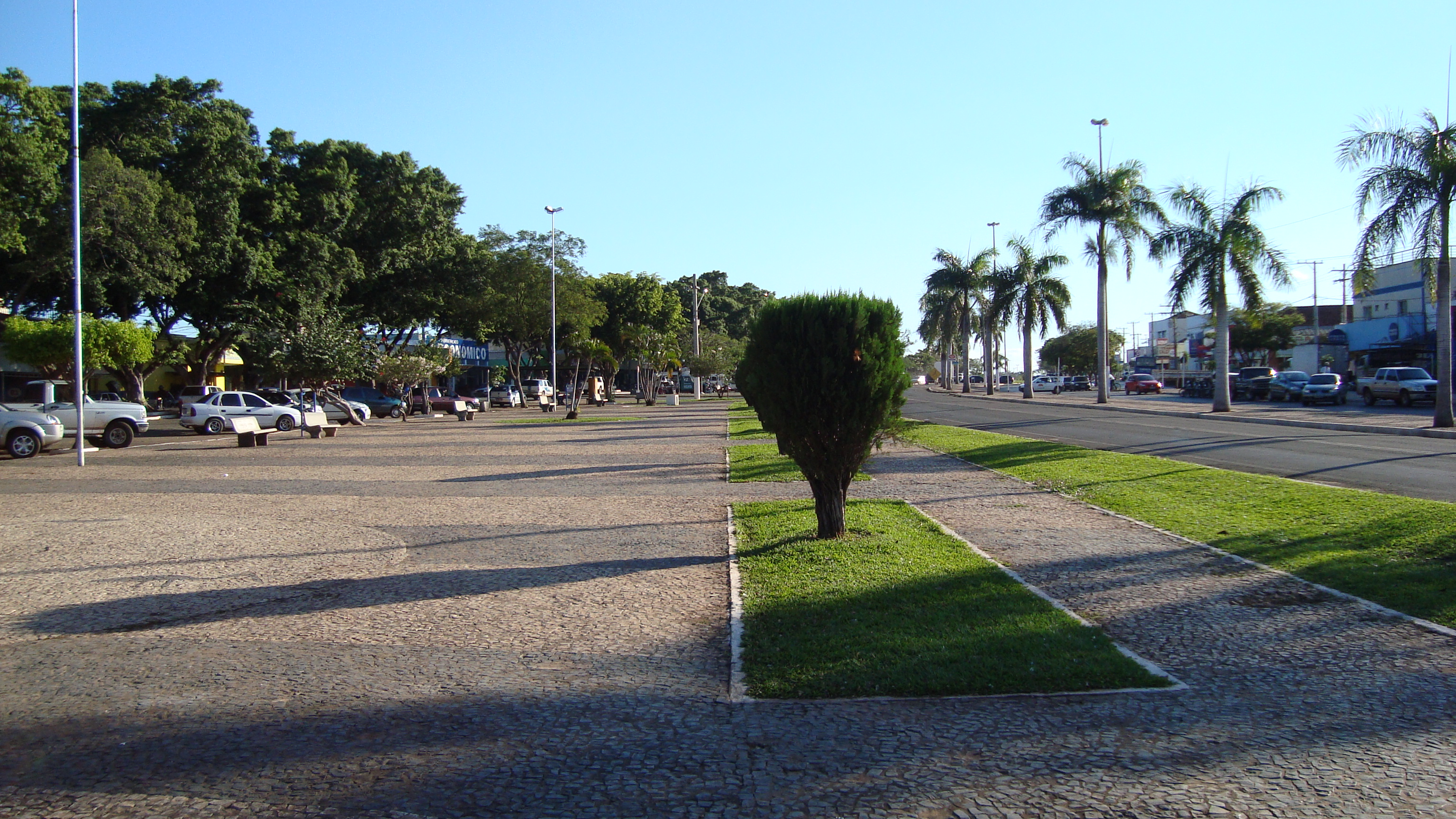
雅爾丁

雅爾丁（葡萄牙語：Jardim），是巴西的城鎮，位於該國西部，由南馬托格羅索州負責管轄，始建於1945年，面積2,202平方公里，海拔高度259米，2008年人口2,042，人口密度每平方公里10.58人。